# Histogramm-Differenz
Die Histogramm-Differenz (Abkürzung HD) ist eine positive Zahl, die durch Bildung der Differenz zweier Histogramme entsteht. Sie dient als Maß für die Unterschiedlichkeit zweier Histogramme und findet Anwendung in der Schnitterkennung und der Bildverarbeitung.
Man unterscheidet zahlreiche Formen von Histogramm-Differenzen, wobei die folgenden einer hohen Verbreitung unterliegen: die absolute Histogramm-Differenz {\displaystyle HD_{abs}}, die quadrierte Histogramm-Differenz {\displaystyle HD_{squ}} und die absolute Differenz der kumulierten Histogramme {\displaystyle HD_{EMD}}. Die {\displaystyle HD_{EMD}} ist dabei die Implementierung Earth Mover's Distance für eindimensionale Diagramme. Spricht man von „der“ Histogramm-Differenz, so ist stets die absolute Histogramm-Differenz gemeint. Weitere Formen der Histogramm-Differenz werden aus der Differenz der kontinuierlichen Wahrscheinlichkeitsdichtefunktionen abgeleitet, wie die Kullback-Leibler-Divergenz oder die Jensen-Shannon-Divergenz.
Die unterschiedlichen Formen der Histogramm-Differenz unterscheiden sich hinsichtlich ihrer Empfindlichkeit gegenüber Unterschieden zwischen den Histogrammen.

## Mathematische Grundlagen
Histogramme sind Abbildungen von einer Definitionsmenge in eine Wertemenge {\displaystyle H:\mathbb {D} \to \mathbb {W} }.
| In der Bildverarbeitung und Schnitterkennung entspricht die Definitionsmenge der Menge aller möglichen Farbwerte des Bildes; da in der Regel Grauwert-Bilder mit einer Farbtiefe von 8 Bit verwendet werden, ist die Definitionsmenge hier meist durch {\displaystyle \mathbb {D} =\{0,1,...,255\}\subset \mathbb {N} _{0}} gegeben. Der Wertebereich entspricht dann der Größe des Bildes: {\displaystyle \mathbb {W} =\{0,1,...,h\cdot b\}\subset \mathbb {N} _{0}}, wenn h der Höhe und b der Breite des Bildes in Pixeln entspricht. Der Wert des Histogramms an der Stelle d gibt dann an, wie viele Pixel des Bildes die Helligkeit d haben. |

Es entspricht dabei einer diskretisierten Wahrscheinlichkeitsdichtefunktion.
Ein kumuliertes Histogramm ist eine alternative Darstellungsform eines Histogramms. Definitionsmenge und Wertebereich bleiben gleich, das kumulierte Histogramm ergibt sich aus der Formel:
{\displaystyle K(i)=\sum _{d<i}^{}H(d)}
Es findet seine Entsprechung in der diskretisierten Verteilungsfunktion.
| Kumulierte Histogramme werden vor allem von der Schnitterkennung verwendet, denn sie sind unempfindlicher für kleinere Unterschiede in der Helligkeit zweier Bilder. In der Bildverarbeitung und Schnitterkennung gibt der Wert des kumulierten Histogramms an der Stelle d an, wie viele Pixel des Bildes die Helligkeit d haben oder dunkler sind. |

Die drei oben Histogramm-Differenzen sind definiert durch:
- absolute Histogramm-Differenz:
{\displaystyle HD_{abs}=\sum _{d\in \mathbb {D} }\left|H_{2}(d)-H_{1}(d)\right|}
- quadrierte Histogramm-Differenz:
{\displaystyle HD_{squ}=\sum _{d\in \mathbb {D} }\left(H_{2}(d)-H_{1}(d)\right)^{2}}
- kumulierte Histogramm-Differenz:
{\displaystyle HD_{EMD}=\sum _{d\in \mathbb {D} }\left|K_{2}(d)-K_{1}(d)\right|}

Alle drei Differenzen sind positiv semidefinit, also stets {\displaystyle \geq 0}.

## Umsetzung in der Informatik
Bilder und Histogramme werden in der Informatik im Allgemeinen durch die folgenden Datentypen repräsentiert:
```
 
type
 
Bild
 
{

    
int
 
Breite
;

    
int
 
Hoehe
;

    
int
 
Pixel
[
0
..
Breite
][
0
..
Hoehe
];

 
}

 
long
 
Histogramm
[
0
..
d
-
1
];

```

Hierbei bezeichnet w die Breite und h die Höhe des Bildes in Pixeln, während d die Anzahl aller möglichen Farbwerte der Bilder bezeichnet.
Der Algorithmus zur Ermittlung der Histogramm-Differenz setzt sich dann aus den folgenden Teilen zusammen:
```
 
//
 
1
.
)
 
Histogramm
 
ermitteln
:

 
Histogramm
 
berechneHistogramm
(
Bild
 
B
)

 
{

    
Histogramm
 
H
;

    
For
 
x
 
<-
 
0
 
to
 
B
.
Hoehe
 
-
 
1
 
do

       
For
 
y
 
<-
 
0
 
to
 
B
.
Breite
 
-
 
1
 
do

          
H
[
B
.
Pixel
[
x
][
y
]]
 
<-
 
H
[
B
.
Pixel
[
x
][
y
]]
 
+
 
1

    
return
 
H
;

 
}

 
//
 
2
.
)
 
Kumuliertes
 
Histogramm
 
ermitteln
:

 
Histogramm
 
berechneKumuliertesHistogramm
(
Histogramm
 
H
)

 
{

    
Histogramm
 
K
;

    
K
[
0
]
 
<-
 
H
[
0
];

    
For
 
i
 
<-
 
1
 
to
 
MaxColorValue
 
do

       
K
[
i
]
 
<-
 
K
[
i
-
1
]
 
+
 
H
[
i
]

    
return
 
K
;

 
}

 
//
 
3
.
)
 
Differenz
 
zweier
 
Histogramme
 
oder
 
kumulierter
 
Histogramme
 
bilden
:

 
int
 
berechneHistogrammDifferenz
(
Histogramm
 
H1
,
 
Histogramm
 
H2
)

 
{

    
int
 
HD_abs
,
 
HD_squ
 
<-
 
0
;

    
For
 
i
 
<-
 
0
 
to
 
MaxColorValue
 
do

       
HD_abs
 
<-
 
HD_abs
 
+
 
abs
(
H2
[
i
]
 
-
 
H1
[
i
])

       
HD_squ
 
<-
 
HD_squ
 
+
(
H2
[
i
]
 
-
 
H1
[
i
])
^
2
;

    
return
 
HD_abs
;

    
//
 
oder
:
 
return
 
HD_squ
;

 
}

```

Der Algorithmus hat eine Komplexität von {\displaystyle \Theta (b,h,f)=b\cdot h+f}, wobei b die Breite und h die Höhe der Bilder in Pixeln und f die Anzahl der verschiedenen Farben bezeichnet.